# أسمير بيغوفيتش
أسمير بيغوفيش (بالبوسنوية: Asmir Begović)‏ ، من مواليد 20 يونيو 1987 في تريبينيي في البوسنة والهرسك، حارس كرة قدم بوسني.
بدأ مسيرته الكروية مع نادي بورتسموث الإنجليزي في عام 2006، وفي عام 2006 أُعير إلى نادي ماكليسفيلد تاون، وشارك معهم في 3 مباريات ومنذ عام 2010 حتى عام 2015 وهو مع نادي ستوك سيتي الإنجليزي. وفي موسم 2015-16 انتقل إلى نادي تشيلسي. يلعب حاليًا لصالح نادي إيفرتون في الدوري الإنجليزي.

## روابط خارجية
- أسمير بيغوفيتش على موقع الاتحاد الدولي (مؤرشف)  (الإنجليزية)
- أسمير بيغوفيتش على موقع الاتحاد الأوربي (الإنجليزية)
- أسمير بيغوفيتش على موقع قاعدة بيانات كرة القدم.إي يو (الإنجليزية)
- أسمير بيغوفيتش على موقع ناشيونال فوتبول تيمز (الإنجليزية)
- أسمير بيغوفيتش على موقع Soccerbase.com (لاعب) (الإنجليزية)
- أسمير بيغوفيتش على موقع Soccerway.com (الإنجليزية)
- أسمير بيغوفيتش على موقع عالم كرة القدم.نت (الإنجليزية)
- أسمير بيغوفيتش على موقع AS.com (الإسبانية)